# Adalbert Martinka (Ingenieur)

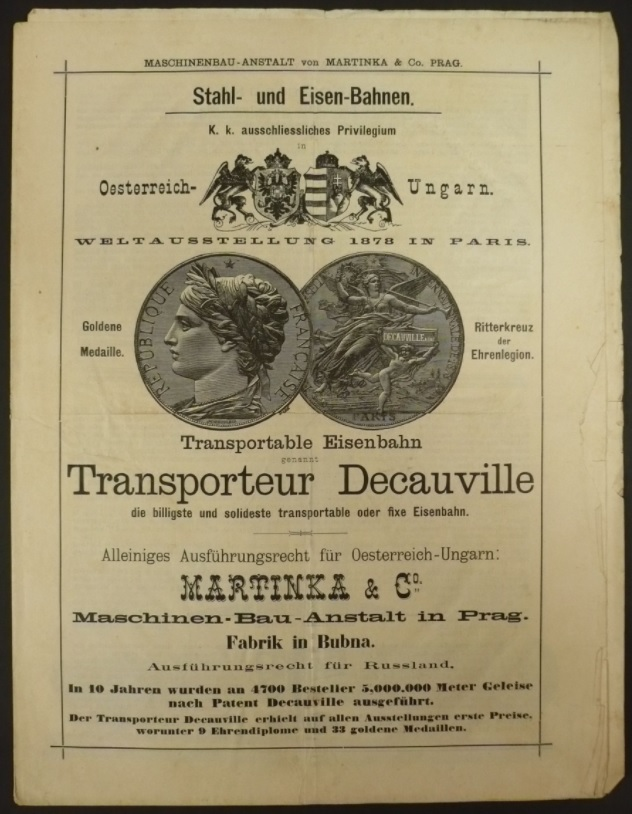
Martinka & Co, Maschinen-Bau-Anstalt in Prag. Fabrik in Bubna mit Ausführungsrechten für die Transportable Eisenbahn, genannt Transporteur Decauville, um 1887

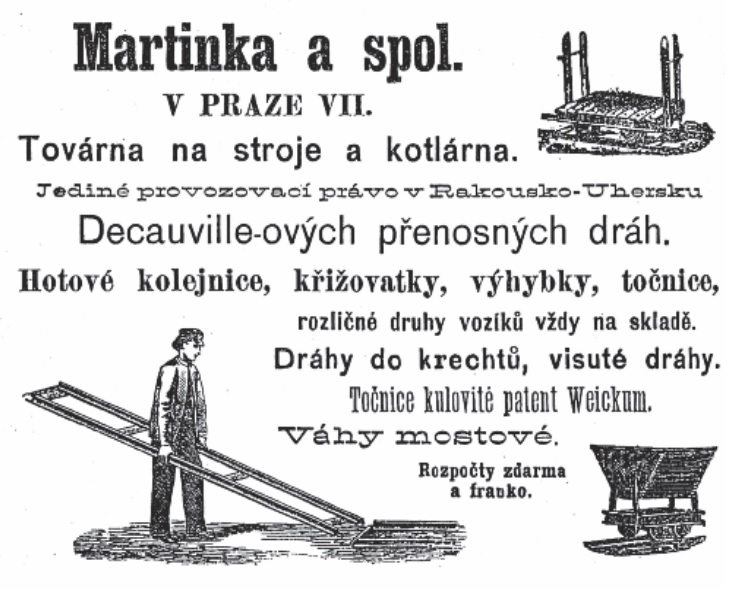
Decauvilles tragbare Eisenbahnen, Gleisjoche, Kreuzungen, Weichen, Drehscheiben, verschiedene Arten von Loren immer auf Lager. Gleise für Kurven und Hängebahnen. Kugellagerstifte Patent Weickum.

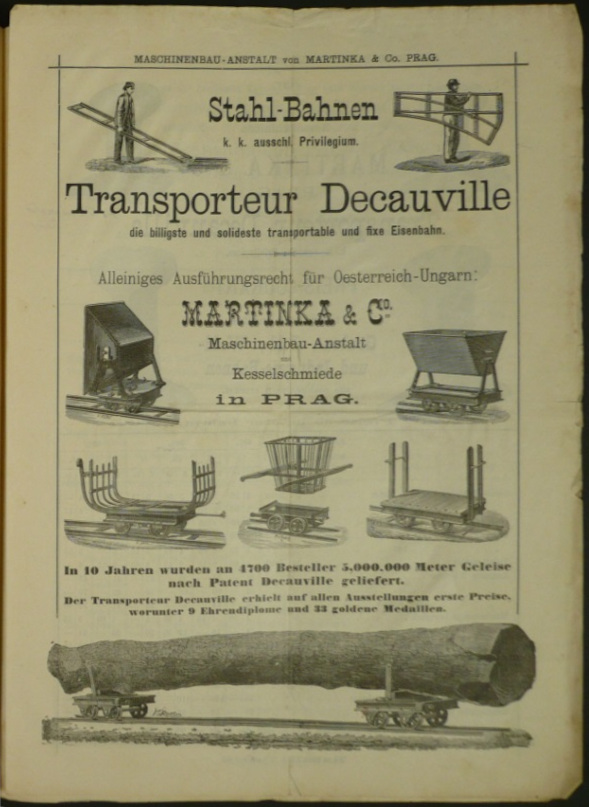
Martinka & Co, Maschinenbau-Anstalt und Kesselschmiede in Prag

Adalbert Martinka (* 1832 in Doksy, deutsch Hirschberg am See; † 4. August 1890 in Prag) war ein auf den Im- und Export von Feldbahnen, Eisenbahnwaggons, Dampfmaschinen und Brauereiausrüstung spezialisierter Prager Ingenieur und Fabrikant.

## Maschinenbauanstalt und Fabrik
Er arbeitete anfangs bei den von dem Prager Waggon- und Maschinenfabrikanten Franz Ringhoffer (1744–1827) gegründeten und von dessen Sohn Franz von Ringhoffer geleiteten Ringhoffer-Werken. Er gründete am 1. Mai 1862 zusammen mit Emil Harsberger (oder Hausberger) und dem in der französischen Schweiz geborenen Louis Huguenia (* 1932; † 14. September 1894 in Holleschowitz), der in vornehmen Häusern französischen Sprachunterricht gab, in der Schneckengasse eine kleine Fabrik, die schnell expandierte.
Nach wenigen Jahren erwiesen sich die Räumlichkeiten in der Schneckengasse als ungenügend, so dass die Firma ein Fabrikgebäude in Holleschowitz errichtete, in dem sie eine viel umfassendere Fabrikationstätigkeit aufnahm. Die Erzeugnisse der Fabrik wurden auf zahlreichen Ausstellungen prämiert.
Unter dem Firmennamen Martinka & Co betrieb er eine Maschinenbauanstalt in Prag und eine Fabrik in Bubna. Sie war um 1887 Generalimporteur für die Gleisjoche der von dem Franzosen Paul Decauville erfundenen transportablen Eisenbahn, genannt Transporteur Decauville, der laut Firmenangaben in dieser Zeit billigsten und solidesten transportablen oder dauerhaft verlegten Feldbahn. Das Unternehmen hatte das alleinige Ausführungsrecht für Österreich-Ungarn und das Ausführungsrecht für Russland. In den zehn Jahren von 1877 bis 1887 wurden an 4700 Besteller 5.000.000 Meter Gleise nach dem Patent Decauville ausgeführt.
Das k. k. Handelsgericht in Prag hat am 30. Dezember 1902 über das Vermögen seines ältesten Sohnes, des unter der Maschinenfabrik Martinka & Co. Prag registrierten Kaufmannes Emil Martinka, in Prag-Holleschowitz ein Konkursverfahren eröffnet. Da zu diesem Zeitpunkt der Aufenthaltsort des Firmeninhabers nicht bekannt war, wurde Franz Bollard, der Buchhalter der Firma Martinka & Co, als Kurator benannt. Das Unternehmen wurde 1904 aufgelöst und im darauf folgenden Jahr aus dem Handelsregister gelöscht.

## Familie
Adalbert Martinka heiratete die Schwester seines Compagnons, Camilla Hausberger (* 1839), und hatte mit ihr vier Kinder: Er war der Vater des tschechischen Malers Vojtěch Martinka (* 19. August 1875 in Prag; † 1940 oder 1948 in Prag oder München), der auf den Namen Adalbert Ludwig Camil Martinka getauft worden war, sowie von Marie (* 1866), Emil (* 1870) und Karolina (* 1888).